# Güines
Güines är en kommunhuvudort i Kuba. Den ligger i den västra delen av landet, 50 km sydost om huvudstaden Havanna. Güines ligger 65 meter över havet och antalet invånare är 68 935.
Terrängen runt Güines är platt, och sluttar söderut. Runt Güines är det ganska tätbefolkat, med 75 invånare per kvadratkilometer. Güines är det största samhället i trakten. Trakten runt Güines består till största delen av jordbruksmark.